# DenizBank AG Volley League (2020/2021)
DenizBank AG Volley League 2020/2021 − 60. sezon mistrzostw Austrii w piłce siatkowej zorganizowany przez Austriacki Związek Piłki Siatkowej (Österreichischer Volleyballverband, ÖVV). Zainaugurowany został 26 września 2020 roku.
W DenizBank AG Volley League w sezonie 2020/2021 uczestniczyło 9 drużyn. Do najwyższej klasy rozgrywkowej dołączył TSV Raiffeisen Hartberg, który zajął 1. miejsce w 2. Bundeslidze.
W sezonie 2020/2021 w eliminacjach do Ligi Mistrzów Austrię reprezentował SK Zadruga Aich/Dob, natomiast w Pucharze Challenge – UVC Holding Graz, Union Raiffeisen Waldviertel oraz UVC Weberzeile Ried/Innkreis.

## Drużyny uczestniczące
| | DenizBank AG Volley League 2020/2021 |   |        |
| --- | ------------------------------------ | - | ------ |
| AIC | SK Zadruga Aich/Dob                  | 1 | el. LM |
| GRA | UVC Holding Graz                     | 2 | Ch     |
| WAL | Union Raiffeisen Waldviertel         | 3 | Ch     |
| RIE | UVC Weberzeile Ried/Innkreis         | 4 | Ch     |
| AMS | VCA Amstetten Niederösterreich       | 5 |        |
| KLG | VBK Wörther-See-Löwen Klagenfurt     | 6 |        |
| WEI | VBC TLC Weiz                         | 7 |        |
| SOK | TJ Sokol Wien V                      | 8 |        |
| | Awans z 2. Bundesligi                |   |        |
| HAR | TSV Raiffeisen Hartberg              | 1 |        |
| Oznaczenia: - kolumna pierwsza – skróty nazw drużyn wpisane na mapie (jeśli ta została zamieszczona), - kolumna trzecia – miejsce zajęte przez daną drużynę w poprzednim sezonie. |                                      |   |        |

Uwagi:
- W sezonie 2019/2020 ze względu na przedwczesne zakończenie rozgrywek z powodu szerzenia się zakażeń wirusem SARS-CoV-2 nie wyłoniono mistrza Austrii.
- UVC Holding Graz zdecydował się zgłosić do Pucharu Challenge zamiast do Pucharu CEV.

## Faza zasadnicza

### Tabela wyników
| Gospodarz \ Gość1                | RIE | AMS | KLG | WEI | SOK | HAR |
| -------------------------------- | --- | --- | --- | --- | --- | --- |
| UVC Weberzeile Ried/Innkreis     | -   | 3:2 | 2:3 | 0:3 | 2:3 | 3:0 |
| VCA Amstetten Niederösterreich   | 1:3 | -   | 3:1 | 3:0 | 3:0 | 3:0 |
| VBK Wörther-See-Löwen Klagenfurt | 3:2 | 2:3 | -   | 1:3 | 1:3 | 3:0 |
| VBC TLC Weiz                     | 3:2 | 3:2 | 1:3 | -   | 0:3 | 3:1 |
| TJ Sokol Wien V                  | 0:3 | 0:3 | 3:2 | 3:1 | -   | 3:0 |
| TSV Raiffeisen Hartberg          | 2:3 | 1:3 | 0:3 | 3:2 | 1:3 | -   |

Źródło: ÖVV (niem.) / ÖVV – Data Project (niem.)
1 Drużyna gospodarzy jest wymieniona po lewej stronie tabeli.
Kolory:
  zwycięstwo gospodarzy 3:0 lub 3:1
  zwycięstwo gospodarzy 3:2
  zwycięstwo gości 3:0 lub 3:1
  zwycięstwo gości 3:2

### Terminarz i wyniki spotkań
| Data        | Godz. | Gospodarz                        | Rezultat                                | Gość                             | Widzów |
| ----------- | ----- | -------------------------------- | --------------------------------------- | -------------------------------- | ------ |
| 1. KOLEJKA  |       |                                  |                                         |                                  |        |
| 27.09.2020  | 17:00 | VBC TLC Weiz                     | 0:3 (23:25, 21:25, 19:25)               | TJ Sokol Wien V                  | 53     |
| 12.11.2020  | 20:00 | TSV Raiffeisen Hartberg          | 0:3 (20:25, 21:25, 22:25)               | VBK Wörther-See-Löwen Klagenfurt | 0      |
| 26.09.2020  | 18:00 | VCA Amstetten Niederösterreich   | 1:3 (22:25, 17:25, 25:21, 21:25)        | UVC Weberzeile Ried/Innkreis     | 146    |
| 2. KOLEJKA  |       |                                  |                                         |                                  |        |
| 03.10.2020  | 19:00 | TJ Sokol Wien V                  | 0:3 (18:25, 27:29, 24:26)               | UVC Weberzeile Ried/Innkreis     | 150    |
| 31.10.2020  | 17:00 | VBK Wörther-See-Löwen Klagenfurt | 2:3 (25:23, 25:23, 18:25, 18:25, 13:15) | VCA Amstetten Niederösterreich   | 50     |
| 04.10.2020  | 17:00 | VBC TLC Weiz                     | 3:1 (25:23, 25:15, 24:26, 25:17)        | TSV Raiffeisen Hartberg          | 40     |
| 3. KOLEJKA  |       |                                  |                                         |                                  |        |
| 10.10.2020  | 20:00 | TJ Sokol Wien V                  | 3:0 (25:18, 25:23, 25:18)               | TSV Raiffeisen Hartberg          | 150    |
| 11.10.2020  | 17:00 | VCA Amstetten Niederösterreich   | 3:0 (25:15, 25:14, 25:20)               | VBC TLC Weiz                     | 90     |
| 24.11.2020  | 19:30 | UVC Weberzeile Ried/Innkreis     | 2:3 (24:26, 24:26, 25:17, 25:19, 18:20) | VBK Wörther-See-Löwen Klagenfurt | 0      |
| 4. KOLEJKA  |       |                                  |                                         |                                  |        |
| 17.10.2020  | 19:30 | TJ Sokol Wien V                  | 3:2 (18:25, 25:16, 26:24, 14:25, 15:8)  | VBK Wörther-See-Löwen Klagenfurt | 98     |
| 16.10.2020  | 19:30 | VBC TLC Weiz                     | 3:2 (25:23, 11:25, 17:25, 25:20, 15:13) | UVC Weberzeile Ried/Innkreis     | 43     |
| 17.10.2020  | 19:30 | TSV Raiffeisen Hartberg          | 1:3 (25:23, 23:25, 22:25, 15:25)        | VCA Amstetten Niederösterreich   | 102    |
| 5. KOLEJKA  |       |                                  |                                         |                                  |        |
| 24.10.2020  | 18:00 | VCA Amstetten Niederösterreich   | 3:0 (25:18, 34:32, 25:23)               | TJ Sokol Wien V                  | 112    |
| 24.10.2020  | 18:00 | UVC Weberzeile Ried/Innkreis     | 3:0 (25:17, 25:20, 25:17)               | TSV Raiffeisen Hartberg          | 120    |
| 24.10.2020  | 19:00 | VBK Wörther-See-Löwen Klagenfurt | 1:3 (19:25, 20:25, 25:23, 21:25)        | VBC TLC Weiz                     | 50     |
| 6. KOLEJKA  |       |                                  |                                         |                                  |        |
| 01.11.2020  | 16:30 | TJ Sokol Wien V                  | 3:1 (16:25, 25:16, 25:23, 25:15)        | VBC TLC Weiz                     | 98     |
| 26.10.2020  | 16:00 | VBK Wörther-See-Löwen Klagenfurt | 3:0 (25:18, 25:16, 25:15)               | TSV Raiffeisen Hartberg          | 60     |
| 26.10.2020  | 17:00 | UVC Weberzeile Ried/Innkreis     | 3:2 (22:25, 25:23, 24:26, 25:18, 17:15) | VCA Amstetten Niederösterreich   | 200    |
| 7. KOLEJKA  |       |                                  |                                         |                                  |        |
| 18.10.2020  | 17:00 | UVC Weberzeile Ried/Innkreis     | 2:3 (24:26, 20:25, 28:26, 25:23, 14:16) | TJ Sokol Wien V                  | 78     |
| 10.10.2020  | 18:00 | VCA Amstetten Niederösterreich   | 3:1 (21:25, 25:14, 25:18, 25:20)        | VBK Wörther-See-Löwen Klagenfurt | 90     |
| 30.10.2020  | 20:30 | TSV Raiffeisen Hartberg          | 3:2 (23:25, 25:17, 25:17, 22:25, 15:10) | VBC TLC Weiz                     | 60     |
| 8. KOLEJKA  |       |                                  |                                         |                                  |        |
| 07.11.2020  | 19:00 | TSV Raiffeisen Hartberg          | 1:3 (25:23, 21:25, 15:25, 21:25)        | TJ Sokol Wien V                  | 0      |
| 25.11.2020  | 19:30 | VBC TLC Weiz                     | 3:2 (25:16, 22:25, 28:26, 23:25, 15:8)  | VCA Amstetten Niederösterreich   | 0      |
| 07.11.2020  | 16:30 | VBK Wörther-See-Löwen Klagenfurt | 3:2 (18:25, 15:25, 25:21, 25:19, 15:8)  | UVC Weberzeile Ried/Innkreis     | 0      |
| 9. KOLEJKA  |       |                                  |                                         |                                  |        |
| 25.11.2020  | 17:00 | TJ Sokol Wien V                  | 3:1 (21:25, 25:20, 25:11, 27:25)        | VBK Wörther-See-Löwen Klagenfurt | 0      |
| 14.11.2020  | 18:00 | UVC Weberzeile Ried/Innkreis     | 0:3 (20:25, 25:27, 19:25)               | VBC TLC Weiz                     | 0      |
| 20.11.2020  | 19:30 | VCA Amstetten Niederösterreich   | 3:0 (25:17, 25:21, 25:11)               | TSV Raiffeisen Hartberg          | 0      |
| 10. KOLEJKA |       |                                  |                                         |                                  |        |
| 21.11.2020  | 19:00 | TJ Sokol Wien V                  | 0:3 (17:25, 22:25, 23:25)               | VCA Amstetten Niederösterreich   | 0      |
| 21.11.2020  | 19:30 | TSV Raiffeisen Hartberg          | 2:3 (22:25, 25:20, 22:25, 25:23, 9:15)  | UVC Weberzeile Ried/Innkreis     | 0      |
| 19.12.2020  | 17:00 | VBC TLC Weiz                     | 1:3 (20:25, 25:20, 23:25, 21:25)        | VBK Wörther-See-Löwen Klagenfurt | 0      |

### Tabela
| Lp. | Drużyna                          | Pkt | Mecze | Mecze | Mecze | Rodzaj wyniku | Rodzaj wyniku | Rodzaj wyniku | Rodzaj wyniku | Rodzaj wyniku | Rodzaj wyniku | Sety | Sety | Sety  | Małe punkty | Małe punkty | Małe punkty |
| Lp. | Drużyna                          | Pkt | M     | W     | P     | 3:0           | 3:1           | 3:2           | 2:3           | 1:3           | 0:3           | wyg. | prz. | stos. | zdob.       | str.        | stos.       |
| --- | -------------------------------- | --- | ----- | ----- | ----- | ------------- | ------------- | ------------- | ------------- | ------------- | ------------- | ---- | ---- | ----- | ----------- | ----------- | ----------- |
| 1   | VCA Amstetten Niederösterreich   | 22  | 10    | 7     | 3     | 4             | 2             | 1             | 2             | 1             | 0             | 26   | 13   | 2     | 906         | 816         | 1.11        |
| 2   | TJ Sokol Wien V                  | 19  | 10    | 7     | 3     | 2             | 3             | 2             | 0             | 0             | 3             | 21   | 16   | 1.31  | 855         | 812         | 1.05        |
| 3   | UVC Weberzeile Ried/Innkreis     | 17  | 10    | 5     | 5     | 2             | 1             | 2             | 4             | 0             | 1             | 23   | 20   | 1.15  | 967         | 910         | 1.06        |
| 4   | VBK Wörther-See-Löwen Klagenfurt | 15  | 10    | 5     | 5     | 2             | 1             | 2             | 2             | 3             | 0             | 22   | 20   | 1.1   | 891         | 916         | 0.97        |
| 5   | VBC TLC Weiz                     | 14  | 10    | 5     | 5     | 1             | 2             | 2             | 1             | 2             | 2             | 19   | 21   | 0.9   | 854         | 882         | 0.97        |
| 6   | TSV Raiffeisen Hartberg          | 3   | 10    | 1     | 9     | 0             | 0             | 1             | 1             | 3             | 5             | 8    | 29   | 0.28  | 735         | 872         | 0.84        |

Źródło: ÖVV (niem.) / ÖVV – Data Project (niem.)
Punktacja: 3:0 i 3:1 – 3 pkt; 3:2 – 2 pkt; 2:3 – 1 pkt; 1:3 i 0:3 – 0 pkt
Zasady ustalania kolejności: 1. liczba punktów; 2. liczba zwycięstw; 3. stosunek setów; 4. stosunek małych punktów; 5. bilans w bezpośrednich meczach
     Druga faza – grupa 1-4
     Druga faza – grupa 5-9

## Druga faza

### Grupa 1-4

#### Tabela wyników
| Gospodarz \ Gość1              | AIC | GRA | WAL | AMS |
| ------------------------------ | --- | --- | --- | --- |
| SK Zadruga Aich/Dob            | -   | 3:1 | 3:1 | 3:0 |
| UVC Holding Graz               | 3:1 | -   | 1:3 | 3:0 |
| Union Raiffeisen Waldviertel   | 0:3 | 1:3 | -   | 3:0 |
| VCA Amstetten Niederösterreich | 0:3 | 1:3 | 1:3 | -   |

Źródło: ÖVV (niem.) / ÖVV – Data Project (niem.)
1 Drużyna gospodarzy jest wymieniona po lewej stronie tabeli.
Kolory:
  zwycięstwo gospodarzy 3:0 lub 3:1
  zwycięstwo gospodarzy 3:2
  zwycięstwo gości 3:0 lub 3:1
  zwycięstwo gości 3:2

#### Terminarz i wyniki spotkań
| Data       | Godz. | Gospodarz                      | Rezultat                         | Gość                           | Widzów |
| ---------- | ----- | ------------------------------ | -------------------------------- | ------------------------------ | ------ |
| 1. KOLEJKA |       |                                |                                  |                                |        |
| 14.02.2021 | 17:30 | SK Zadruga Aich/Dob            | 3:1 (21:25, 25:22, 25:19, 25:18) | Union Raiffeisen Waldviertel   | 0      |
| 18.12.2020 | 20:20 | VCA Amstetten Niederösterreich | 1:3 (25:23, 23:25, 18:25, 27:29) | UVC Holding Graz               | 0      |
| 2. KOLEJKA |       |                                |                                  |                                |        |
| 14.12.2020 | 20:20 | Union Raiffeisen Waldviertel   | 1:3 (21:25, 21:25, 25:19, 22:25) | UVC Holding Graz               | 0      |
| 13.12.2020 | 18:00 | SK Zadruga Aich/Dob            | 3:0 (25:14, 25:19, 25:21)        | VCA Amstetten Niederösterreich | 0      |
| 3. KOLEJKA |       |                                |                                  |                                |        |
| 21.01.2021 | 20:25 | VCA Amstetten Niederösterreich | 1:3 (25:16, 16:25, 15:25, 12:25) | Union Raiffeisen Waldviertel   | 0      |
| 02.02.2021 | 18:00 | UVC Holding Graz               | 3:1 (22:25, 25:17, 25:22, 25:19) | SK Zadruga Aich/Dob            | 0      |
| 4. KOLEJKA |       |                                |                                  |                                |        |
| 26.01.2021 | 20:25 | Union Raiffeisen Waldviertel   | 0:3 (21:25, 21:25, 20:25)        | SK Zadruga Aich/Dob            | 0      |
| 28.01.2021 | 19:00 | UVC Holding Graz               | 3:0 (25:22, 25:18, 25:16)        | VCA Amstetten Niederösterreich | 0      |
| 5. KOLEJKA |       |                                |                                  |                                |        |
| 13.02.2021 | 19:00 | UVC Holding Graz               | 1:3 (19:25, 23:25, 25:21, 19:25) | Union Raiffeisen Waldviertel   | 0      |
| 10.02.2021 | 20:20 | VCA Amstetten Niederösterreich | 0:3 (20:25, 23:25, 20:25)        | SK Zadruga Aich/Dob            | 0      |
| 6. KOLEJKA |       |                                |                                  |                                |        |
| 18.02.2021 | 18:00 | Union Raiffeisen Waldviertel   | 3:0 (25:17, 25:14, 25:21)        | VCA Amstetten Niederösterreich | 0      |
| 17.02.2021 | 20:20 | SK Zadruga Aich/Dob            | 3:1 (25:19, 23:25, 25:18, 25:19) | UVC Holding Graz               | 0      |

#### Tabela
| Lp. | Drużyna                        | Pkt | Mecze | Mecze | Mecze | Rodzaj wyniku | Rodzaj wyniku | Rodzaj wyniku | Rodzaj wyniku | Rodzaj wyniku | Rodzaj wyniku | Sety | Sety | Sety  | Małe punkty | Małe punkty | Małe punkty |
| Lp. | Drużyna                        | Pkt | M     | W     | P     | 3:0           | 3:1           | 3:2           | 2:3           | 1:3           | 0:3           | wyg. | prz. | stos. | zdob.       | str.        | stos.       |
| --- | ------------------------------ | --- | ----- | ----- | ----- | ------------- | ------------- | ------------- | ------------- | ------------- | ------------- | ---- | ---- | ----- | ----------- | ----------- | ----------- |
| 1   | SK Zadruga Aich/Dob            | 15  | 6     | 5     | 1     | 3             | 2             | 0             | 0             | 1             | 0             | 16   | 5    | 3.2   | 502         | 441         | 1.14        |
| 2   | UVC Holding Graz               | 12  | 6     | 4     | 2     | 1             | 3             | 0             | 0             | 2             | 0             | 14   | 9    | 1.56  | 535         | 515         | 1.04        |
| 3   | Union Raiffeisen Waldviertel   | 9   | 6     | 3     | 3     | 1             | 2             | 0             | 0             | 2             | 1             | 11   | 11   | 1     | 497         | 471         | 1.06        |
| 4   | VCA Amstetten Niederösterreich | 0   | 6     | 0     | 6     | 0             | 0             | 0             | 0             | 2             | 4             | 2    | 18   | 0.11  | 386         | 493         | 0.78        |

Źródło: ÖVV (niem.) / ÖVV – Data Project (niem.)
Punktacja: 3:0 i 3:1 – 3 pkt; 3:2 – 2 pkt; 2:3 – 1 pkt; 1:3 i 0:3 – 0 pkt
Zasady ustalania kolejności: 1. liczba punktów; 2. liczba zwycięstw; 3. stosunek setów; 4. stosunek małych punktów; 5. bilans w bezpośrednich meczach
     Faza play-off

### Grupa 5-9

#### Tabela wyników
| Gospodarz \ Gość1                | SOK | RIE | KLG | WEI | HAR |
| -------------------------------- | --- | --- | --- | --- | --- |
| TJ Sokol Wien V                  | -   | 0:3 | 0:3 | 2:3 | 3:1 |
| UVC Weberzeile Ried/Innkreis     | 3:1 | -   | 3:0 | 3:0 | 3:0 |
| VBK Wörther-See-Löwen Klagenfurt | 0:3 | 0:3 | -   | 3:1 | 3:2 |
| VBC TLC Weiz                     | 3:2 | 0:3 | 0:3 | -   | 3:2 |
| TSV Raiffeisen Hartberg          | 0:3 | 3:0 | 0:3 | 3:2 | -   |

Źródło: ÖVV (niem.) / ÖVV – Data Project (niem.)
1 Drużyna gospodarzy jest wymieniona po lewej stronie tabeli.
Kolory:
  zwycięstwo gospodarzy 3:0 lub 3:1
  zwycięstwo gospodarzy 3:2
  zwycięstwo gości 3:0 lub 3:1
  zwycięstwo gości 3:2

#### Terminarz i wyniki spotkań
| Data        | Godz. | Gospodarz                        | Rezultat                                | Gość                             | Widzów |
| ----------- | ----- | -------------------------------- | --------------------------------------- | -------------------------------- | ------ |
| 1. KOLEJKA  |       |                                  |                                         |                                  |        |
| 28.11.2020  | 19:00 | TJ Sokol Wien V                  | 2:3 (25:27, 24:26, 25:19, 25:18, 10:15) | VBC TLC Weiz                     | 0      |
| 28.11.2020  | 19:00 | TSV Raiffeisen Hartberg          | 0:3 (17:25, 19:25, 16:25)               | VBK Wörther-See-Löwen Klagenfurt | 0      |
| 2. KOLEJKA  |       |                                  |                                         |                                  |        |
| 05.12.2020  | 19:00 | TJ Sokol Wien V                  | 0:3 (21:25, 22:25, 17:25)               | UVC Weberzeile Ried/Innkreis     | 0      |
| 05.12.2020  | 14:00 | VBC TLC Weiz                     | 3:2 (18:25, 25:21, 25:19, 24:26, 18:16) | TSV Raiffeisen Hartberg          | 0      |
| 3. KOLEJKA  |       |                                  |                                         |                                  |        |
| 08.12.2020  | 16:00 | TSV Raiffeisen Hartberg          | 0:3 (22:25, 20:25, 20:25)               | TJ Sokol Wien V                  | 0      |
| 08.12.2020  | 16:00 | UVC Weberzeile Ried/Innkreis     | 3:0 (25:23, 25:20, 25:23)               | VBK Wörther-See-Löwen Klagenfurt | 0      |
| 4. KOLEJKA  |       |                                  |                                         |                                  |        |
| 12.12.2020  | 16:30 | VBK Wörther-See-Löwen Klagenfurt | 0:3 (23:25, 21:25, 26:28)               | TJ Sokol Wien V                  | 0      |
| 13.12.2020  | 16:00 | VBC TLC Weiz                     | 0:3 (20:25, 17:25, 16:25)               | UVC Weberzeile Ried/Innkreis     | 0      |
| 5. KOLEJKA  |       |                                  |                                         |                                  |        |
| 19.12.2020  | 18:00 | UVC Weberzeile Ried/Innkreis     | 3:0 (25:21, 25:18, 25:22)               | TSV Raiffeisen Hartberg          | 0      |
| 02.12.2020  | 20:25 | VBK Wörther-See-Löwen Klagenfurt | 3:1 (25:14, 17:25, 31:29, 25:20)        | VBC TLC Weiz                     | 0      |
| 6. KOLEJKA  |       |                                  |                                         |                                  |        |
| 23.01.2021  | 17:00 | VBC TLC Weiz                     | 3:2 (19:25, 16:25, 25:23, 25:20, 16:14) | TJ Sokol Wien V                  | 0      |
| 23.01.2021  | 19:00 | VBK Wörther-See-Löwen Klagenfurt | 3:2 (24:26, 22:25, 25:20, 25:18, 15:12) | TSV Raiffeisen Hartberg          | 0      |
| 7. KOLEJKA  |       |                                  |                                         |                                  |        |
| 27.01.2021  | 19:00 | UVC Weberzeile Ried/Innkreis     | 3:1 (25:23, 25:20, 26:28, 25:19)        | TJ Sokol Wien V                  | 0      |
| 27.01.2021  | 19:00 | TSV Raiffeisen Hartberg          | 3:2 (25:20, 25:22, 24:26, 21:25, 15:11) | VBC TLC Weiz                     | 0      |
| 8. KOLEJKA  |       |                                  |                                         |                                  |        |
| 30.01.2021  | 18:30 | TJ Sokol Wien V                  | 3:1 (25:13, 17:25, 25:14, 25:16)        | TSV Raiffeisen Hartberg          | 0      |
| 30.01.2021  | 16:30 | VBK Wörther-See-Löwen Klagenfurt | 0:3 (22:25, 23:25, 21:25)               | UVC Weberzeile Ried/Innkreis     | 0      |
| 9. KOLEJKA  |       |                                  |                                         |                                  |        |
| 06.02.2021  | 16:30 | VBK Wörther-See-Löwen Klagenfurt | 3:0 (25:23, 25:19, 25:21)               | TJ Sokol Wien V                  | 0      |
| 06.02.2021  | 18:00 | UVC Weberzeile Ried/Innkreis     | 3:0 (25:15, 25:17, 25:18)               | VBC TLC Weiz                     | 0      |
| 10. KOLEJKA |       |                                  |                                         |                                  |        |
| 13.02.2021  | 19:00 | TSV Raiffeisen Hartberg          | 3:0 (25:21, 25:15, 28:26)               | UVC Weberzeile Ried/Innkreis     | 0      |
| 13.02.2021  | 19:00 | VBC TLC Weiz                     | 0:3 (20:25, 18:25, 22:25)               | VBK Wörther-See-Löwen Klagenfurt | 0      |

#### Tabela
| Lp. | Drużyna                          | Pkt | Mecze | Mecze | Mecze | Rodzaj wyniku | Rodzaj wyniku | Rodzaj wyniku | Rodzaj wyniku | Rodzaj wyniku | Rodzaj wyniku | Sety | Sety | Sety  | Małe punkty | Małe punkty | Małe punkty |
| Lp. | Drużyna                          | Pkt | M     | W     | P     | 3:0           | 3:1           | 3:2           | 2:3           | 1:3           | 0:3           | wyg. | prz. | stos. | zdob.       | str.        | stos.       |
| --- | -------------------------------- | --- | ----- | ----- | ----- | ------------- | ------------- | ------------- | ------------- | ------------- | ------------- | ---- | ---- | ----- | ----------- | ----------- | ----------- |
| 1   | UVC Weberzeile Ried/Innkreis     | 38  | 18    | 12    | 6     | 8             | 2             | 2             | 4             | 0             | 2             | 44   | 24   | 1.83  | 1580        | 1434        | 1.1         |
| 2   | TJ Sokol Wien V                  | 30  | 18    | 10    | 8     | 4             | 4             | 2             | 2             | 1             | 5             | 35   | 32   | 1.09  | 1529        | 1469        | 1.04        |
| 3   | VBK Wörther-See-Löwen Klagenfurt | 29  | 18    | 10    | 8     | 5             | 2             | 3             | 2             | 3             | 3             | 37   | 32   | 1.16  | 1527        | 1508        | 1.01        |
| 4   | VBC TLC Weiz                     | 21  | 18    | 8     | 10    | 1             | 2             | 5             | 2             | 3             | 5             | 31   | 42   | 0.74  | 1525        | 1638        | 0.93        |
| 5   | TSV Raiffeisen Hartberg          | 10  | 18    | 3     | 15    | 1             | 0             | 2             | 3             | 4             | 8             | 19   | 49   | 0.39  | 1374        | 1576        | 0.87        |

Źródło: ÖVV (niem.) / ÖVV – Data Project (niem.)
Punktacja: 3:0 i 3:1 – 3 pkt; 3:2 – 2 pkt; 2:3 – 1 pkt; 1:3 i 0:3 – 0 pkt
Zasady ustalania kolejności: 1. liczba punktów; 2. liczba zwycięstw; 3. stosunek setów; 4. stosunek małych punktów; 5. bilans w bezpośrednich meczach
     Faza play-off
     Baraże

## Faza play-off

### Drabinka
|  |              |                                  |              |                                |              |   |   |                                |                                |                                |                                |                                |                              |                              |                              |                              |                              |                   |                   |                   |                   |                   |       |       |       |
|  | Ćwierćfinały | Ćwierćfinały                     | Ćwierćfinały | Ćwierćfinały                   | Ćwierćfinały |   |   | Półfinały                      | Półfinały                      | Półfinały                      | Półfinały                      | Półfinały                      | Półfinały                    | Półfinały                    |                              |                              | Finał                        | Finał             | Finał             | Finał             | Finał             | Finał             | Finał | Finał | Finał |
|  | Ćwierćfinały | Ćwierćfinały                     | Ćwierćfinały | Ćwierćfinały                   | Ćwierćfinały |   |   | Półfinały                      | Półfinały                      | Półfinały                      | Półfinały                      | Półfinały                      | Półfinały                    | Półfinały                    |                              |                              | Finał                        | Finał             | Finał             | Finał             | Finał             | Finał             | Finał | Finał | Finał |
|  |              |                                  |              |                                |              |   |   |                                |                                |                                |                                |                                |                              |                              |                              |                              |                              |                   |                   |                   |                   |                   |       |       |       |
|  |              |                                  |              |                                |              |   |   |                                |                                |                                |                                |                                |                              |                              |                              |                              |                              |                   |                   |                   |                   |                   |       |       |       |
|  | 1            | SK Zadruga Aich/Dob              | 3            | 3                              |              |   |   |                                |                                |                                |                                |                                |                              |                              |                              |                              |                              |                   |                   |                   |                   |                   |       |       |       |
|  | 1            | SK Zadruga Aich/Dob              | 3            | 3                              |              |   |   |                                |                                |                                |                                |                                |                              |                              |                              |                              |                              |                   |                   |                   |                   |                   |       |       |       |
|  | 8            | VBC TLC Weiz                     | 0            | 0                              |              |   |   |                                |                                |                                |                                |                                |                              |                              |                              |                              |                              |                   |                   |                   |                   |                   |       |       |       |
|  | 8            | VBC TLC Weiz                     | 0            | 0                              |              |   | 1 | SK Zadruga Aich/Dob            | 3                              | 3                              | 3                              |                                |                              |                              |                              |                              |                              |                   |                   |                   |                   |                   |       |       |       |
|  |              |                                  |              |                                |              |   | 1 | SK Zadruga Aich/Dob            | 3                              | 3                              | 3                              |                                |                              |                              |                              |                              |                              |                   |                   |                   |                   |                   |       |       |       |
|  |              |                                  | 4            | VCA Amstetten Niederösterreich | 0            | 1 | 0 |                                |                                |                                |                                |                                |                              |                              |                              |                              |                              |                   |                   |                   |                   |                   |       |       |       |
|  | 4            | VCA Amstetten Niederösterreich   | 4            | VCA Amstetten Niederösterreich | 0            | 1 | 0 | 3                              | 3                              |                                |                                |                                |                              |                              |                              |                              |                              |                   |                   |                   |                   |                   |       |       |       |
|  | 4            | VCA Amstetten Niederösterreich   |              |                                |              |   |   |                                |                                |                                |                                |                                |                              |                              |                              |                              |                              |                   |                   |                   |                   |                   |       |       |       |
|  | 5            | UVC Weberzeile Ried/Innkreis     | 2            | 1                              |              |   |   |                                |                                |                                |                                |                                |                              |                              |                              |                              |                              |                   |                   |                   |                   |                   |       |       |       |
|  | 5            | UVC Weberzeile Ried/Innkreis     | 2            | 1                              |              |   | 1 | SK Zadruga Aich/Dob            | 2                              | 1                              | 1                              | 1                              |                              |                              |                              |                              |                              |                   |                   |                   |                   |                   |       |       |       |
|  |              |                                  |              |                                |              |   |   |                                |                                |                                |                                |                                |                              |                              |                              |                              |                              |                   |                   |                   |                   |                   |       |       |       |
|  |              |                                  | 2            | UVC Holding Graz               | 3            | 3 | 3 | 3                              |                                |                                |                                |                                |                              |                              |                              |                              |                              |                   |                   |                   |                   |                   |       |       |       |
|  | 2            | UVC Holding Graz                 | 2            | UVC Holding Graz               | 3            | 3 | 3 | 3                              | 3                              | 3                              |                                |                                |                              |                              |                              |                              |                              |                   |                   |                   |                   |                   |       |       |       |
|  | 2            | UVC Holding Graz                 |              |                                |              |   |   |                                |                                |                                |                                |                                |                              |                              |                              |                              |                              |                   |                   |                   |                   |                   |       |       |       |
|  | 7            | VBK Wörther-See-Löwen Klagenfurt | 2            | 0                              |              |   |   |                                |                                |                                |                                |                                |                              |                              |                              |                              |                              |                   |                   |                   |                   |                   |       |       |       |
|  | 7            | VBK Wörther-See-Löwen Klagenfurt | 2            | 0                              |              |   | 2 | UVC Holding Graz               | 2                              | 3                              | 2                              | 3                              | 3                            | Mecz o 3. miejsce            | Mecz o 3. miejsce            | Mecz o 3. miejsce            | Mecz o 3. miejsce            | Mecz o 3. miejsce | Mecz o 3. miejsce | Mecz o 3. miejsce | Mecz o 3. miejsce | Mecz o 3. miejsce |       |       |       |
|  |              |                                  |              |                                |              |   | 2 | UVC Holding Graz               | 2                              | 3                              | 2                              | 3                              | 3                            | Mecz o 3. miejsce            | Mecz o 3. miejsce            | Mecz o 3. miejsce            | Mecz o 3. miejsce            | Mecz o 3. miejsce | Mecz o 3. miejsce | Mecz o 3. miejsce | Mecz o 3. miejsce | Mecz o 3. miejsce |       |       |       |
|  |              |                                  | 3            | Union Raiffeisen Waldviertel   | 3            | 1 | 3 | 2                              | 0                              |                                |                                |                                |                              |                              |                              |                              |                              |                   |                   |                   |                   |                   |       |       |       |
|  | 3            | Union Raiffeisen Waldviertel     | 3            | Union Raiffeisen Waldviertel   | 3            | 1 | 3 | 2                              | 0                              | 3                              | 3                              |                                |                              |                              |                              |                              |                              |                   |                   |                   |                   |                   |       |       |       |
|  | 3            | Union Raiffeisen Waldviertel     |              |                                |              |   |   |                                |                                |                                |                                | 3                              | Union Raiffeisen Waldviertel | Union Raiffeisen Waldviertel | Union Raiffeisen Waldviertel | Union Raiffeisen Waldviertel | Union Raiffeisen Waldviertel | 3                 | 3                 |                   |                   |                   |       |       |       |
|  | 6            | TJ Sokol Wien V                  | 0            | 1                              |              |   |   |                                |                                |                                |                                | 3                              | Union Raiffeisen Waldviertel | Union Raiffeisen Waldviertel | Union Raiffeisen Waldviertel | Union Raiffeisen Waldviertel | Union Raiffeisen Waldviertel | 3                 | 3                 |                   |                   |                   |       |       |       |
|  | 6            | TJ Sokol Wien V                  | 0            | 1                              |              |   | 4 | VCA Amstetten Niederösterreich | VCA Amstetten Niederösterreich | VCA Amstetten Niederösterreich | VCA Amstetten Niederösterreich | VCA Amstetten Niederösterreich | 0                            | 0                            |                              |                              |                              |                   |                   |                   |                   |                   |       |       |       |
|  |              |                                  |              |                                |              |   | 4 | VCA Amstetten Niederösterreich | VCA Amstetten Niederösterreich | VCA Amstetten Niederösterreich | VCA Amstetten Niederösterreich | VCA Amstetten Niederösterreich | 0                            | 0                            |                              |                              |                              |                   |                   |                   |                   |                   |       |       |       |

|  |                     |                                  |                     |                     |                     |                   |   |                              |                   |                   |                   |                   |
|  | Mecze o miejsca 5-8 | Mecze o miejsca 5-8              | Mecze o miejsca 5-8 | Mecze o miejsca 5-8 | Mecze o miejsca 5-8 |                   |   | Mecz o 5. miejsce            | Mecz o 5. miejsce | Mecz o 5. miejsce | Mecz o 5. miejsce | Mecz o 5. miejsce |
|  | Mecze o miejsca 5-8 | Mecze o miejsca 5-8              | Mecze o miejsca 5-8 | Mecze o miejsca 5-8 | Mecze o miejsca 5-8 |                   |   | Mecz o 5. miejsce            | Mecz o 5. miejsce | Mecz o 5. miejsce | Mecz o 5. miejsce | Mecz o 5. miejsce |
|  |                     |                                  |                     |                     |                     |                   |   |                              |                   |                   |                   |                   |
|  |                     |                                  |                     |                     |                     |                   |   |                              |                   |                   |                   |                   |
|  | 5                   | UVC Weberzeile Ried/Innkreis     | 3                   | 3                   |                     |                   |   |                              |                   |                   |                   |                   |
|  | 5                   | UVC Weberzeile Ried/Innkreis     | 3                   | 3                   |                     |                   |   |                              |                   |                   |                   |                   |
|  | 8                   | VBC TLC Weiz                     | 1                   | 1                   |                     |                   |   |                              |                   |                   |                   |                   |
|  | 8                   | VBC TLC Weiz                     | 1                   | 1                   |                     |                   | 5 | UVC Weberzeile Ried/Innkreis | 3                 | 1                 | 3                 |                   |
|  |                     |                                  |                     |                     |                     |                   | 5 | UVC Weberzeile Ried/Innkreis | 3                 | 1                 | 3                 |                   |
|  |                     |                                  | 6                   | TJ Sokol Wien V     | 1                   | 3                 | 1 |                              |                   |                   |                   |                   |
|  | 6                   | TJ Sokol Wien V                  | 6                   | TJ Sokol Wien V     | 1                   | 3                 | 1 | 3                            | 1                 | 3                 |                   |                   |
|  | 6                   | TJ Sokol Wien V                  |                     |                     |                     |                   |   |                              |                   | 3                 |                   |                   |
|  | 7                   | VBK Wörther-See-Löwen Klagenfurt | 2                   | 3                   | 2                   |                   |   |                              |                   |                   |                   |                   |
|  | 7                   | VBK Wörther-See-Löwen Klagenfurt | 2                   | 3                   | 2                   | Mecz o 7. miejsce |   |                              |                   |                   |                   |                   |
|  |                     |                                  |                     |                     |                     |                   |   |                              |                   |                   |                   |                   |
|  |                     |                                  |                     |                     |                     |                   |   |                              |                   |                   |                   |                   |
|  |                     |                                  |                     |                     |                     |                   |   |                              |                   |                   |                   |                   |
|  | 7                   | VBK Wörther-See-Löwen Klagenfurt | 3                   | 2                   | [4]                 |                   |   |                              |                   |                   |                   |                   |
|  | 7                   | VBK Wörther-See-Löwen Klagenfurt | 3                   | 2                   | [4]                 |                   |   |                              |                   |                   |                   |                   |
|  | 8                   | VBC TLC Weiz                     | 1                   | 3                   | [2]                 |                   |   |                              |                   |                   |                   |                   |
|  | 8                   | VBC TLC Weiz                     | 1                   | 3                   | [2]                 |                   |   |                              |                   |                   |                   |                   |

### I runda

#### Ćwierćfinały
(do dwóch zwycięstw)
| Data                               | Godz.                              | Gospodarz                          | Rezultat                                | Gość                                 | Widzów                               |
| ---------------------------------- | ---------------------------------- | ---------------------------------- | --------------------------------------- | ------------------------------------ | ------------------------------------ |
| SK Zadruga Aich/Dob (1)            | SK Zadruga Aich/Dob (1)            | SK Zadruga Aich/Dob (1)            | 2 – 0                                   | (8) VBC TLC Weiz                     | (8) VBC TLC Weiz                     |
| 28.02.2021                         | 16:00                              | VBC TLC Weiz                       | 0:3 (27:29, 20:25, 17:25)               | SK Zadruga Aich/Dob                  | 0                                    |
| 06.03.2021                         | 19:00                              | SK Zadruga Aich/Dob                | 3:0 (25:20, 25:18, 25:18)               | VBC TLC Weiz                         | 0                                    |
| VCA Amstetten Niederösterreich (4) | VCA Amstetten Niederösterreich (4) | VCA Amstetten Niederösterreich (4) | 2 – 0                                   | (5) UVC Weberzeile Ried/Innkreis     | (5) UVC Weberzeile Ried/Innkreis     |
| 25.02.2021                         | 20:00                              | UVC Weberzeile Ried/Innkreis       | 2:3 (25:20, 17:25, 25:16, 22:25, 13:15) | VCA Amstetten Niederösterreich       | 0                                    |
| 06.03.2021                         | 18:00                              | VCA Amstetten Niederösterreich     | 3:1 (11:25, 25:18, 25:21, 25:22)        | UVC Weberzeile Ried/Innkreis         | 0                                    |
| UVC Holding Graz (2)               | UVC Holding Graz (2)               | UVC Holding Graz (2)               | 2 – 0                                   | (7) VBK Wörther-See-Löwen Klagenfurt | (7) VBK Wörther-See-Löwen Klagenfurt |
| 28.02.2021                         | 18:00                              | VBK Wörther-See-Löwen Klagenfurt   | 2:3 (11:25, 26:28, 25:23, 25:18, 11:15) | UVC Holding Graz                     | 0                                    |
| 06.03.2021                         | 20:00                              | UVC Holding Graz                   | 3:0 (25:21, 25:19, 25:18)               | VBK Wörther-See-Löwen Klagenfurt     | 0                                    |
| Union Raiffeisen Waldviertel (3)   | Union Raiffeisen Waldviertel (3)   | Union Raiffeisen Waldviertel (3)   | 2 – 0                                   | (6) TJ Sokol Wien V                  | (6) TJ Sokol Wien V                  |
| 23.02.2021                         | 19:30                              | Union Raiffeisen Waldviertel       | 3:0 (25:22, 25:14, 25:19)               | TJ Sokol Wien V                      | 0                                    |
| 06.03.2021                         | 19:00                              | TJ Sokol Wien V                    | 1:3 (13:25, 25:23, 18:25, 14:25)        | Union Raiffeisen Waldviertel         | 0                                    |

### II runda

#### Półfinały
(do trzech zwycięstw)
| Data                    | Godz.                   | Gospodarz                      | Rezultat                                | Gość                               | Widzów                             |
| ----------------------- | ----------------------- | ------------------------------ | --------------------------------------- | ---------------------------------- | ---------------------------------- |
| SK Zadruga Aich/Dob (1) | SK Zadruga Aich/Dob (1) | SK Zadruga Aich/Dob (1)        | 3 – 0                                   | (4) VCA Amstetten Niederösterreich | (4) VCA Amstetten Niederösterreich |
| 13.03.2021              | 19:00                   | SK Zadruga Aich/Dob            | 3:0 (25:12, 25:18, 25:19)               | VCA Amstetten Niederösterreich     | 0                                  |
| 20.03.2021              | 17:45                   | VCA Amstetten Niederösterreich | 1:3 (25:23, 22:25, 22:25, 14:25)        | SK Zadruga Aich/Dob                | 0                                  |
| 27.03.2021              | 19:00                   | SK Zadruga Aich/Dob            | 3:0 (25:0, 25:0, 25:0)                  | VCA Amstetten Niederösterreich     | —                                  |
| UVC Holding Graz (2)    | UVC Holding Graz (2)    | UVC Holding Graz (2)           | 3 – 2                                   | (3) Union Raiffeisen Waldviertel   | (3) Union Raiffeisen Waldviertel   |
| 17.03.2021              | 20:20                   | UVC Holding Graz               | 2:3 (25:23, 26:28, 25:23, 19:25, 16:18) | Union Raiffeisen Waldviertel       | 0                                  |
| 20.03.2021              | 19:00                   | Union Raiffeisen Waldviertel   | 1:3 (25:21, 20:25, 20:25, 21:25)        | UVC Holding Graz                   | 0                                  |
| 26.03.2021              | 19:00                   | UVC Holding Graz               | 2:3 (21:25, 25:23, 25:23, 20:25, 13:15) | Union Raiffeisen Waldviertel       | 0                                  |
| 31.03.2021              | 19:00                   | Union Raiffeisen Waldviertel   | 2:3 (25:23, 21:25, 25:23, 20:25, 14:16) | UVC Holding Graz                   | 0                                  |
| 03.04.2021              | 20:20                   | UVC Holding Graz               | 3:0 (25:21, 25:23, 25:20)               | Union Raiffeisen Waldviertel       | 0                                  |

#### Mecze o miejsca 5-8
(do dwóch zwycięstw)
| Data                             | Godz.                            | Gospodarz                        | Rezultat                                | Gość                                 | Widzów                               |
| -------------------------------- | -------------------------------- | -------------------------------- | --------------------------------------- | ------------------------------------ | ------------------------------------ |
| UVC Weberzeile Ried/Innkreis (5) | UVC Weberzeile Ried/Innkreis (5) | UVC Weberzeile Ried/Innkreis (5) | 2 – 0                                   | (8) VBC TLC Weiz                     | (8) VBC TLC Weiz                     |
| 20.03.2021                       | 18:00                            | VBC TLC Weiz                     | 1:3 (25:19, 22:25, 13:25, 23:25)        | UVC Weberzeile Ried/Innkreis         | 0                                    |
| 27.03.2021                       | 18:00                            | UVC Weberzeile Ried/Innkreis     | 3:1 (25:23, 20:25, 25:16, 25:18)        | VBC TLC Weiz                         | 0                                    |
| TJ Sokol Wien V (6)              | TJ Sokol Wien V (6)              | TJ Sokol Wien V (6)              | 2 – 1                                   | (7) VBK Wörther-See-Löwen Klagenfurt | (7) VBK Wörther-See-Löwen Klagenfurt |
| 10.04.2021                       | 14:00                            | TJ Sokol Wien V                  | 3:2 (29:27, 24:26, 20:25, 25:16, 15:7)  | VBK Wörther-See-Löwen Klagenfurt     | 0                                    |
| 14.04.2021                       | 18:30                            | VBK Wörther-See-Löwen Klagenfurt | 3:1 (23:25, 25:23, 25:17, 27:25)        | TJ Sokol Wien V                      | 0                                    |
| 17.04.2021                       | 17:00                            | TJ Sokol Wien V                  | 3:2 (15:25, 22:25, 25:23, 25:20, 15:10) | VBK Wörther-See-Löwen Klagenfurt     | 0                                    |

### III runda

#### Finały
(do czterech zwycięstw)
| Data                    | Godz.                   | Gospodarz               | Rezultat                                | Gość                 | Widzów               |
| ----------------------- | ----------------------- | ----------------------- | --------------------------------------- | -------------------- | -------------------- |
| SK Zadruga Aich/Dob (1) | SK Zadruga Aich/Dob (1) | SK Zadruga Aich/Dob (1) | 0 – 4                                   | (2) UVC Holding Graz | (2) UVC Holding Graz |
| 07.04.2021              | 20:20                   | SK Zadruga Aich/Dob     | 2:3 (31:33, 23:25, 25:20, 25:15, 11:15) | UVC Holding Graz     | 0                    |
| 10.04.2021              | 20:20                   | UVC Holding Graz        | 3:1 (25:22, 25:15, 22:25, 26:24)        | SK Zadruga Aich/Dob  | 0                    |
| 18.04.2021              | 20:20                   | SK Zadruga Aich/Dob     | 1:3 (22:25, 24:26, 25:21, 22:25)        | UVC Holding Graz     | 0                    |
| 21.04.2021              | 20:20                   | UVC Holding Graz        | 3:1 (20:25, 25:21, 25:22, 25:18)        | SK Zadruga Aich/Dob  | 0                    |

#### Mecze o 3. miejsce
(do dwóch zwycięstw)
| Data                             | Godz.                            | Gospodarz                        | Rezultat                  | Gość                               | Widzów                             |
| -------------------------------- | -------------------------------- | -------------------------------- | ------------------------- | ---------------------------------- | ---------------------------------- |
| Union Raiffeisen Waldviertel (3) | Union Raiffeisen Waldviertel (3) | Union Raiffeisen Waldviertel (3) | 2 – 0                     | (4) VCA Amstetten Niederösterreich | (4) VCA Amstetten Niederösterreich |
| 14.04.2021                       | 19:00                            | Union Raiffeisen Waldviertel     | 3:0 (25:20, 25:21, 25:21) | VCA Amstetten Niederösterreich     | 0                                  |
| 17.04.2021                       | 19:00                            | VCA Amstetten Niederösterreich   | 0:3 (22:25, 19:25, 16:25) | Union Raiffeisen Waldviertel       | 0                                  |

#### Mecze o 5. miejsce
(do dwóch zwycięstw)
| Data                             | Godz.                            | Gospodarz                        | Rezultat                         | Gość                         | Widzów              |
| -------------------------------- | -------------------------------- | -------------------------------- | -------------------------------- | ---------------------------- | ------------------- |
| UVC Weberzeile Ried/Innkreis (5) | UVC Weberzeile Ried/Innkreis (5) | UVC Weberzeile Ried/Innkreis (5) | 2 – 1                            | (6) TJ Sokol Wien V          | (6) TJ Sokol Wien V |
| 21.04.2021                       | 20:00                            | UVC Weberzeile Ried/Innkreis     | 3:1 (25:17, 21:25, 25:19, 25:16) | TJ Sokol Wien V              | 0                   |
| 24.04.2021                       | 17:00                            | TJ Sokol Wien V                  | 3:1 (25:14, 25:23, 25:27, 25:17) | UVC Weberzeile Ried/Innkreis | 0                   |
| 28.04.2021                       | 20:00                            | UVC Weberzeile Ried/Innkreis     | 3:1 (28:26, 21:25, 25:21, 25:15) | TJ Sokol Wien V              | 0                   |

#### Mecze o 7. miejsce
(dwumecz)
| Data                                 | Godz.                                | Gospodarz                            | Rezultat                                | Gość                             | Widzów           |
| ------------------------------------ | ------------------------------------ | ------------------------------------ | --------------------------------------- | -------------------------------- | ---------------- |
| VBK Wörther-See-Löwen Klagenfurt (7) | VBK Wörther-See-Löwen Klagenfurt (7) | VBK Wörther-See-Löwen Klagenfurt (7) | 1 – 1 (4 – 2)                           | (8) VBC TLC Weiz                 | (8) VBC TLC Weiz |
| 21.04.2021                           | 19:30                                | VBK Wörther-See-Löwen Klagenfurt     | 3:1 (19:25, 25:22, 25:14, 25:20)        | VBC TLC Weiz                     | 0                |
| 25.04.2021                           | 17:30                                | VBC TLC Weiz                         | 3:2 (23:25, 25:21, 25:10, 22:25, 15:13) | VBK Wörther-See-Löwen Klagenfurt | 0                |

## Klasyfikacja końcowa
| Poz. | Drużyna                          |
| ---- | -------------------------------- |
| 1.   | UVC Holding Graz                 |
| 2.   | SK Zadruga Aich/Dob              |
| 3.   | Union Raiffeisen Waldviertel     |
| 4.   | VCA Amstetten Niederösterreich   |
| 5.   | UVC Weberzeile Ried/Innkreis     |
| 6.   | TJ Sokol Wien V                  |
| 7.   | VBK Wörther-See-Löwen Klagenfurt |
| 8.   | VBC TLC Weiz                     |
| 9.   | TSV Raiffeisen Hartberg          |

     Eliminacje Ligi Mistrzów 2021/2022
     Puchar CEV 2021/2022
     Puchar Challenge 2021/2022
     baraże

## Baraże
(dwumecz)
| Data                    | Godz.                   | Gospodarz               | Rezultat                         | Gość                    | Widzów           |
| ----------------------- | ----------------------- | ----------------------- | -------------------------------- | ----------------------- | ---------------- |
| TSV Raiffeisen Hartberg | TSV Raiffeisen Hartberg | TSV Raiffeisen Hartberg | 2 – 0 (6 – 0)                    | Union St. Pölten        | Union St. Pölten |
| 24.04.2021              | 19:00                   | Union St. Pölten        | 0:3 (23:25, 24:26, 24:26)        | TSV Raiffeisen Hartberg | 0                |
| 28.04.2021              | 19:30                   | TSV Raiffeisen Hartberg | 3:1 (25:20, 19:25, 25:21, 25:19) | Union St. Pölten        | 0                |